# マインドボール
マインドボール（Mindball）は、プレーヤーの脳波でコントロールする2人用ゲームである。このゲームでプレイヤーはテーブルを挟んでよりリラックスと集中をした状態でボールの動きのコントロールを競い合う。マインドボールはスウェーデンの企業インタラクティブ・プロダクトラインにより製造されている。その構想は2005年に導入され、同様にスウェーデンにあるインタラクティブ・インスティチュートのスマート・スタジオで開発されたブレインボールの原型に起源がある。 

## 先行品
マインドボールに関する斬新さはそのニューロフィードバック（Neurofeedback）の側面である。Will Ballと呼ばれる類似した装置が1974年に遡って実現されているがそれはバイオフィードバック処理であった。10年後にあるコンピュータ版が存在した。